# Rhodoneura abacha
Rhodoneura abacha är en fjärilsart som beskrevs av Paul E. Whalley 1971. Rhodoneura abacha ingår i släktet Rhodoneura och familjen Thyrididae. Inga underarter finns listade i Catalogue of Life.